# Шатджрек
Шатджрек (арм. Շատջրեք) — село в Армении в марзе Гегаркуник, район Варденис.

## География
Село расположено в 173 км к востоку от Еревана, в 80 км к юго-востоку от областного центра — города Гавара, в 5 км к юго-востоку от Вардениса, в 8 км от юго-восточного берега озера Севан и 7 км к югу от Сотка.

## История
Прежние названия села: до 1932 года — Дугани, до 1995 года — Кошабулаг.
Во второй половине XIX века отдельные курдские родовые и племенные объединения проживали в Новобаязетском уезде, переселившись туда по условиям Туркманчайского договора. В 1920-х годах группы курдов-мусульман из Азербайджана переселились в Армению, в том числе на территорию будущего Басаргечарского района. По сведениям Т. Ф. Аристовой, в четырёх селениях Басаргечарского (впоследствии Варденисского) района — Рейсу, Каябаши, Кошабулах, Кэр — проживали курды.

## Население
По данным «Сборника сведений о Кавказе» за 1880 год в селе Коша-булаг Новобаязетского уезда по сведениям 1873 года было 32 двора и проживало 316 азербайджанцев (указаны как «татары»), которые были шиитами.
По данным Кавказского календаря на 1912 год, в селе Каябаши Новобаязетского уезда проживало 620 человек, в основном азербайджанцев, указанных как «татары».
До 1988 года, то есть до начала конфликта в Карабахе, основными жителями селения были курды и азербайджанцы, затем в национальном составе села стали преобладать армяне. За последние 20 лет численность населения значительно сократилась. Среди жителей преобладают люди пенсионного возраста.
Численность населения — 1864 человека на 1 декабря 1988, 479 человека на 1 января 2009, 470 человек на 1 января 2010, 391 человек на 1 января 2012

## Экономика
В советское время в селе было развито сельское хозяйство, в основном животноводство и выращивание табака. В XXI веке экономическая деятельность населения ограничивается ведением натурального хозяйства.

## Достопримечательности
В селе есть два больших родника, снабжающих водой не только само селение, но и несколько ближайших населённых пунктов. Имеется древняя пещера, вырытая в скале, и живописная долина, в народе называемая Долиной цветов. Весной через селение протекают ручьи с гор, которые дополняют красоту пейзажа.